# 舒拉尼

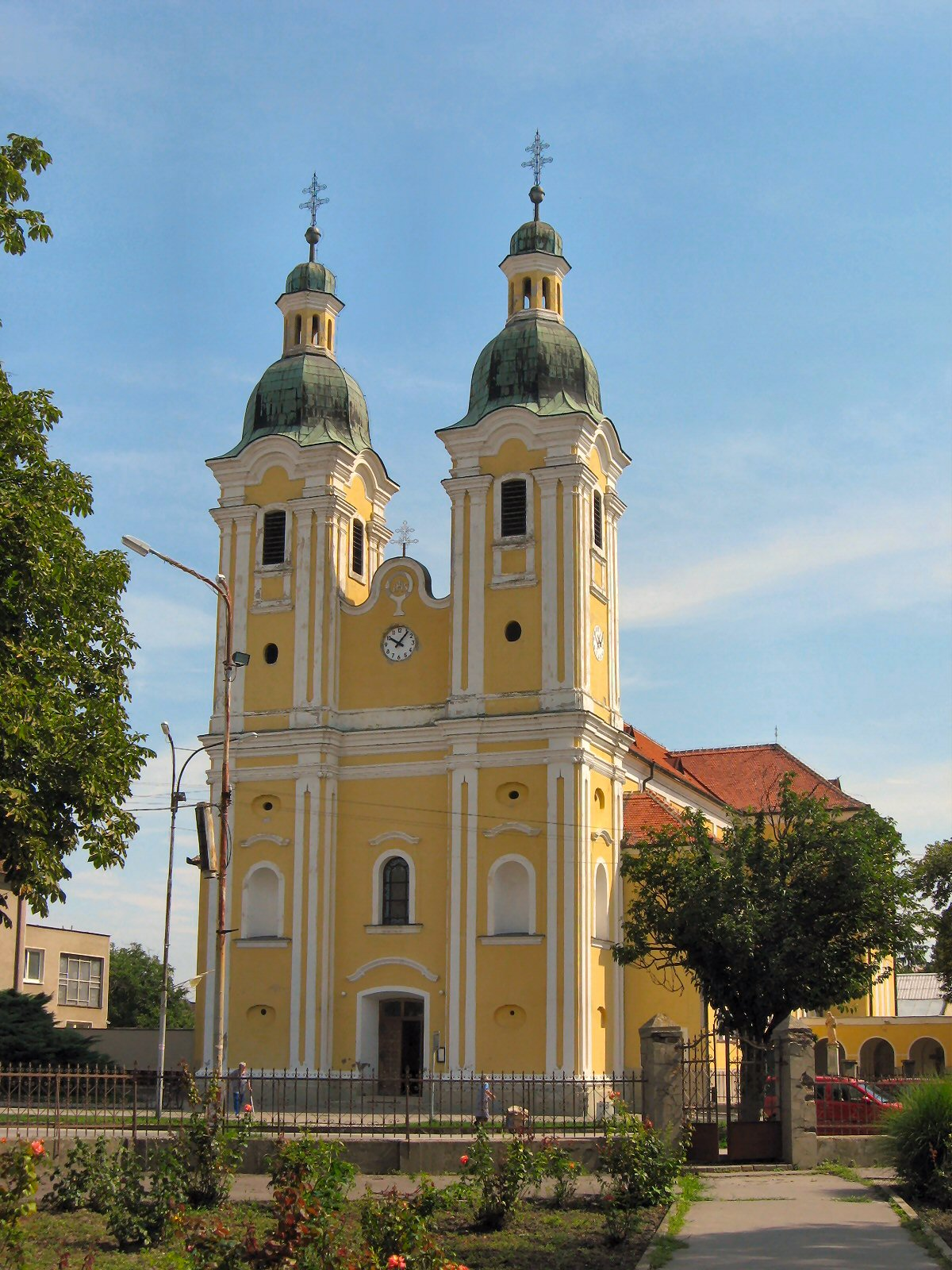

舒拉尼是斯洛伐克的城鎮，位於該國西南部，由尼特拉州負責管轄，面積59.81平方公里，海拔高度123米，2006年人口10,460，其中八成居民信奉羅馬天主教。

## 外部連結
- Official website （页面存档备份，存于） (Slovak, only History is in English as well)